# Eunectes deschauenseei
La anaconda de manchas oscuras de Schauensee (Eunectes deschauenseei) es una especie del género Eunectes de la familia Boidae, nativa del norte de América del Sur.

## Distribución y hábitat
Es endémica del norte de América del Sur, en el nordeste de Brasil en los estados de Amapá y Pará, desde la desembocadura del río Amazonas hasta Santarém. Durante mucho tiempo sólo se la conoció de la isla de Marajó, enorme territorio insular perteneciente al delta del Amazonas. Posteriormente se descubrió que también se encuentra en zonas costeras de la Guayana Francesa hasta el límite con Surinam. Podría habitar también en áreas fronterizas de este último país, pero esto aún no ha sido confirmado.
Esta especie vive mayormente en hábitats acuáticos, incluyendo charcas bancos en ríos y arroyos lentos, y áreas estacionalmente inundadas en zonas con ambiente de sabana amazónica. Se encuentra en altitudes desde el nivel del mar hasta 300 m s. n. m..

## Características
Longitud y forma
E. deschauenseei es una serpiente de apariencia poderosa. La cabeza está ligeramente destacada del resto del cuerpo. De 102 ejemplares medidos, el individuo más largo fue una hembra de 301 cm.
Coloración
E. deschauenseei posee la parte posterior y los lados un color marrón a amarillo, pero nunca verde o verdoso, como en ocasiones fue erróneamente citado en la literatura. El vientre es de color crema a amarillo. Muestra una fila continua de barras negras horizontales en la parte posterior, y los lados están cubiertos por muchas manchas negras. En la parte superior tiene cinco rayas negras, dos encima y debajo de cada uno de los ojos y una entre estos.

## Costumbres
Alimentación
Su alimentación incluye a  ciervos, pecaríes, cabras, coatís, grandes roedores, peces y también se alimentan de aves, reptiles y sus huevos.
Reproducción
Las cópulas ocurren probablemente al final de la estación seca, aproximadamente de junio a agosto. Las camadas encontradas varían entre los 3 y los 26 crías nacidas vivas, las que miden entre 32 y 59 pulgadas de largo.

## Taxonomía
Esta anaconda fue capturada viva en el 1924 en la gran isla de Marajó. Fue donada al Zoológico de Filadelfia, en Filadelfia, al noreste de los Estados Unidos. Allí fue descubierta y descrita para la ciencia por Emmett Reid Dunn y Roger Conant, en el año 1936. El nombre científico específico rinde honor al colector del holotipo, el señor De Schauensee. 

## Conservación
Aunque Eunectes deschauenseei posee una amplia distribución, la pérdida y degradación de su hábitat, la sabana amazónica, causadas por la expansión agrícola, hace que ese ecosistema esté altamente amenazado. Sin embargo, el impacto que esta amenaza está teniendo en esta especie no es conocido, es por ello que se la ha categorizado como con «datos insuficientes» en la Lista Roja de especies amenazadas que crea y difunde la Unión Internacional para la Conservación de la Naturaleza (UICN). Se necesitan más investigaciones en la baja cuenca amazónica para evaluar la forma en que la población de E. deschauenseei se ha visto afectada, antes de que se pueda hacer una evaluación más precisa de su estado de conservación.
Otras especies del mismo género sufren de matanzas por parte de los humanos, por temor, para evitar que capture algunos de sus animales domésticos como pollos, perros, o gatos, o para aprovechar su cuero, carne y grasa.